# Abadía de Postel

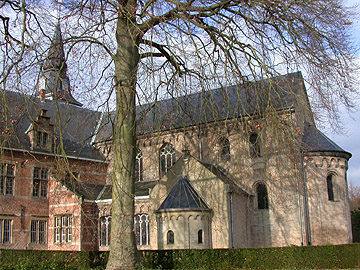
La iglesia abacial.

La abadía de Postel es una abadía norbertina (es decir, perteneciente a la Orden de los Premonstratenses), que se encuentra ubicada en el municipio belga de Mol, cercano a la frontera holandesa, que fue edificada en estilo románico, aunque con modificaciones posteriores, efectuadas en estilos gótico o incluso barroco.

## Historia
En 1138, los monjes de la abadía de Floreffe recibieron el territorio de Postel en concepto de donación, fundando en el lugar un priorato dependiente de la abadía de la que procedían. Antes de obtener el título de abadía en 1618, Postel tuvo el rango de prebostazgo de la Orden de los Premonstratenses en 1613.
Tras la llegada de la Revolución francesa a la zona, en 1797, los monjes norbertinos fueron expulsados de la abadía, para no regresar a la misma sino en 1847. Desde entonces, la abadía ha sido restaurada y sigue albergando una comunidad de religiosos.
Durante el siglo XIX, en el período en que la abadía estuvo desafectada del uso religioso, la abadía de Postel fue adquirida por el príncipe Felipe, conde de Flandes (el padre del futuro rey Alberto I de Bélgica). En esas fechas, los terrenos de la abadía cubrían 4.452 hectáreas.

## Arquitectura

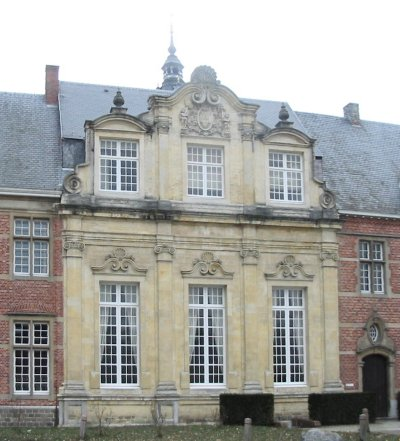
Imagen de la abadía.

La iglesia abacial data, en su construcción original, de finales del siglo XII. Fue construida siguiendo el estilo de la arquitectura románica, en el subestilo típico de la región de Renania, entendida en su sentido amplio original como la zona cercana al río Rin. En el curso de los siglos, la iglesia ha sufrido diversas modificaciones, de forma que presenta igualmente características del gótico y del barroco.
La abadía sigue en la actualidad cercada por muros y parcialmente por fosos.

## Producciones de la abadía
Tradicionalmente, la abadía de Postel produce una cerveza de abadía bajo la marca comercial Postel, la correspondiente al nombre de la abadía. Sin embargo esa cerveza ya no se elabora en el propio recinto abacial, sino en el de un cervecero en Opwijk
En total hay unos 30 monjes activos en la abadía, 20 de los cuales viven dentro y los otros 10 viven fuera de la abadía.
La abadía produce igualmente quesos, bajo las marcas comerciales de Postel, Abadía de Postel y Oude Postel.
La Abadía comenzó a cultivar hierbas en septiembre de 1994. El objetivo principal: cultivar hierbas de una manera respetuosa con el medio ambiente. En primer lugar, se consideró el cultivo de ginseng. Al fin y al cabo, el cultivo del ginseng tiene varias ventajas para el medio ambiente: no se utilizan purines, pesticidas, herbicidas, insecticidas,... 
Desde el principio, también hubo una búsqueda de otras plantas que se pudieran cultivar de esta manera. Los primeros campos de prueba ahora se han convertido en un verdadero jardín de hierbas. De las cuales los monjes producen, entre otras cosas, siropes medicinales para calmar la tos. 